# Rivulus punctatus
Rivulus punctatus es una especie de pez de agua dulce de muy pequeño tamaño del género Rivulus de la familia de los rivulines en el orden de los ciprinodontiformes. Es denominada comúnmente rivulus o killi, mayormente en el comercio de acuariofilia, si bien está considerado como un animal difícil de mantener en acuarios. Se distribuye en ambientes acuáticos del centro de Sudamérica.

## Taxonomía
Esta especie fue descrita originalmente en el año 1895 por el biólogo belga - inglés George Albert Boulenger, bajo el término científico de Rivulus punctatus. Durante décadas fue incluido en el género Melanorivulus, es decir: Melanorivulus punctatus.
Esta especie es el taxón tipo de un complejo de especies denominado Rivulus punctatus, el cual agrupa un conjunto de especies del mismo género que están estrechamente relacionadas.

## Morfología y costumbres
Los machos pueden llegar a alcanzar los 3,5 cm de longitud total, y presentan un patrón de coloración consistentente en filas transversales de manchas rojas en los costados del cuerpo y en las aletas impares; a lo largo de todo el margen de la aleta caudal muestra una zona blanquecina.
Presenta radios blandos en sus aletas, siendo los de la dorsal en número de 8 a 10, los de la anal son de 13 a 14, mientras que los de la caudal son de 27 a 29; esta última tiene forma elíptica, alargada longitudinalmente. Posee de 29 a 30 vértebras. La altura del cuerpo guarda una relación de aproximadamente el 20 % con respecto al largo total.
No es un típico pez anual como es costumbre en otros miembros de esta familia.

## Distribución y hábitat
Se encuentran en el centro de América del Sur, en la cuenca del Plata, en las cuencas de los ríos Paraguay, Paraná medio y Uruguay, con poblaciones en el centro de Brasil, este de Bolivia, el Paraguay y el norte de la Argentina.
Habita los bordes de los arroyos, canales y estanques, entre la vegetación en pequeños cursos de agua de clima semitropical. Es de comportamiento bentopelágico y no migrador.